# Romstal
Romstal este o companie românească specializată în comercializarea echipamentelor de instalații pentru construcții. Portofoliul companiei este grupat în 6 categorii de interes, gestionate de divizii specializate – Thermo, Klima, Hydro, Sanni, Electro și Ceramic, iar oferta de produse include peste 20.000 de articole caracterizate de o calitate recunoscută mondial, pe care Romstal o adoptă ca politică de piață.
Acționarii companiei sunt Enrico Perini, italian cu cetățenie română, care deține pachetul majoritar de 51% din acțiuni, compania Framan SRL, cu sediul în Italia, cu 40% din total, și Ovidiu Henter, care deține 9% din titluri.
Personalul companiei beneficiază de training intern permanent susținut de Academia Romstal care oferă instalatorilor cu diferite specializări, precum și altor categorii de clienți, la cerere, cursuri atestate.

## Grupul Romstal
Grupul Romstal cuprinde companiile:
- Romstal (prezentă în 7 țări cu o rețea de 200 de magazine și francize),
- Valrom Industrie și Valplast Industrie (producător de țevi și fitinguri pentru apă, gaze și canalizare cu 5 fabrici în 3 țări),
- Autoklass (dealer Mercedes Benz cu 6 puncte de desfacere în România ),
- Belform (producător de căzi și cabine hidromasaj),
- Dezim Development (societate imobiliară),
- IOS Software Solutions,
- Central Service Instal,
- City Garden (cu o rețea de 8 showroom-uri) și
- Doming — distribuție de echipamente sanitare și termice în Serbia. A fost achiziționată în anul 2007, în urma unei tranzacții de 10 milioane de euro[2]. Doming deține 25-30% din piața materialelor pentru instalații din Serbia, fiind a doua companie de profil din această țară[2]. Cifra de afaceri estimată la sfârșitul anului 2007 era de peste 23 milioane euro[2].

În România, activitățile companiei sunt derulate sub numele Romstal Imex, care a înregistrat în anul 2008 afaceri în creștere de la 199 de milioane de euro la 223 milioane euro.
Romstal Imex avea în anul 2008 în România 42 de filiale sau puncte de desfacere și 105 francize.
Rezultate financiare: (milioane Euro)
| An               | 2008 | 2007 |
| ---------------- | ---- | ---- |
| Cifra de afaceri | 532  | 501  |

## Istoric
În anul 1992, Perini a venit în România, la 24 de ani și a început să vândă calorifere.
În 1996, Romstal inaugura primul centru de producție și începea procesul de extindere a rețelelor de distribuție.
În anul 2007, Enrico Perini a vândut Romstal Leasing, parte a grupului Romstal, către fondul financiar belgian KBC într-o tranzacție de 70 milioane euro.

## Franciza Romstal
În luna iunie 2007, în suplimentul Francize de top din România, realizat de revista Capital, franciza Romstal a fost clasată pe locul I la capitolul Cele mai puternice francize autohtone, iar în luna noiembrie 2007, Camera de Comerț și Industrie a României, în cadrul celei de a XIV-a ediții a Topului Excelenței în afaceri, a oferit companiei Romstal premiul de excelență Franciza autohtonă de succes, pentru activitatea desfășurată în 2006.
De asemenea, în urma Raportului de evaluare a mărcilor realizat de Brandient, Business Week și D&D Research în luna decembrie a anului 2006, marca Romstal a fost evaluată la suma de 32 milioane de euro, iar în Top 100 companii private din România realizat de Business Magazin, compania Romstal s-a situat pe locul 84.
În anul 2008, Franciza Romstal a fost clasată din nou pe locul I la capitolul Cele mai puternice francize autohtone”, în suplimentul “Francize de top din Romania”, realizat de revista Capital în colaborare cu CHR Consulting.
Compania este certificată ISO 9001 în importul și comercializarea echipamentelor pentru instalații termo-hidro-sanitare și este membru fondator al Asociației Producătorilor și Importatorilor de Centrale Termice.

### Franciza în cifre
Magazinele în franciză au 150mp, din care 70% îl reprezintă depozitul și 30% spațiul de expunere. 
Investiție totală: Aproximativ 20.000 Euro în raport cu mărimea locației (maxim 200 euro/mp dacă spațiul corespunde cu standardele de amenajare)
Taxa de intrare: 10.000 Euro cu discount 100% pentru contractele încheiate în 2009. .
Durata contractului: 3 ani cu reînoire.
Tipul Contractului: Contract de Franciză monocelulară simplă
Zone vizate: orașele țării cu o populație de peste 15.000 locuitori
Rețeaua Romstal este prezentă în următoarele țări: (cifre de la sfârșitul anului 2008)
- România (145 puncte de vânzare)
- Republica Moldova (15 puncte de vânzare)
- Ukraina (22 puncte de vanzare), Rusia (4 puncte de vânzare), Serbia (12 puncte de vânzare)
- Bulgaria (1 punct de vânzare)
- Italia (1 punct de vânzare)

Compania ROMSTAL și-a extins cu succes rețeaua de francize în SE Europei, deschizând 8 magazine în Rusia (cele mai mari fiind în localitățile: Vladimir, Breansk și Yaroslavi, Electrostal, Moscova) și unul în Ucraina (în orașul Vasilkov)
Număr de unități deschise în regim propriu: 90
Număr de unități în franciză:110
 .
În anul 2009, Romstal și-a propus să extindă, în regim de franciză, rețeaua în Rusia, Ucraina, Moldova, România, Bulgaria și Serbia prin deschiderea a cel puțin 20 unități noi.
Francizatul urmează un program de instruire după care întreaga activitate a magazinului este monitorizată. Acest lucru permite intervenția și suportul Romstal în corectarea oricărui factor care poate determina insuccesul. Practic fiecare franciză este văzută ca un centru de profit și judecată ca atare.
Organigrama Romstal cuprinde și un Departament specializat care ține legătura cu francizații. Directorii Regionali Romstal țin permanent legătura cu francizele existente, oferă consultanță pentru derularea afacerii și rezolvă dificultățile apărute.
Profesionalismul implică pregătirea necesară pentru a crește continuu standardele de calitate sub toate aspectele ce privesc cunoștințele și comportamentul angajaților, în raport cu partenerii de afaceri. Această pregătire o desfășoară centrul de instruire propriu denumit Academia Romstal.

### Academia Romstal
Academia Romstal este un centru modern pentru instruire și practică a francizaților. Francizații participă la un curs de instruire cuprins între 3-4 săptămâni în care se urmărește atât aprofundarea cunoștintelor tehnice în domeniul instalațiilor, cât și însușirea instrucțiunilor de lucru care îl vor ghida pe francizat în operarea afacerii.